# Charles Tillman
Pour les articles homonymes, voir Tillman.
(en) Statistiques sur pro-football-reference
Charles Anthony Tillman, surnommé « Peanut », né le 23 février 1981 à Chicago, est un joueur américain de football américain.
Il a joué cornerback pour les Bears de Chicago (2003–2014) et pour les Panthers de la Caroline (2015) en National Football League (NFL). Avec les Bears, il parvient à atteindre le Super Bowl XLI tout en s'inclinant face aux Colts d'Indianapolis.
Il a gagné la réputation d'être un joueur excellent dans le fait de « forcer » la perte du ballon pour provoquer des fumbles. 

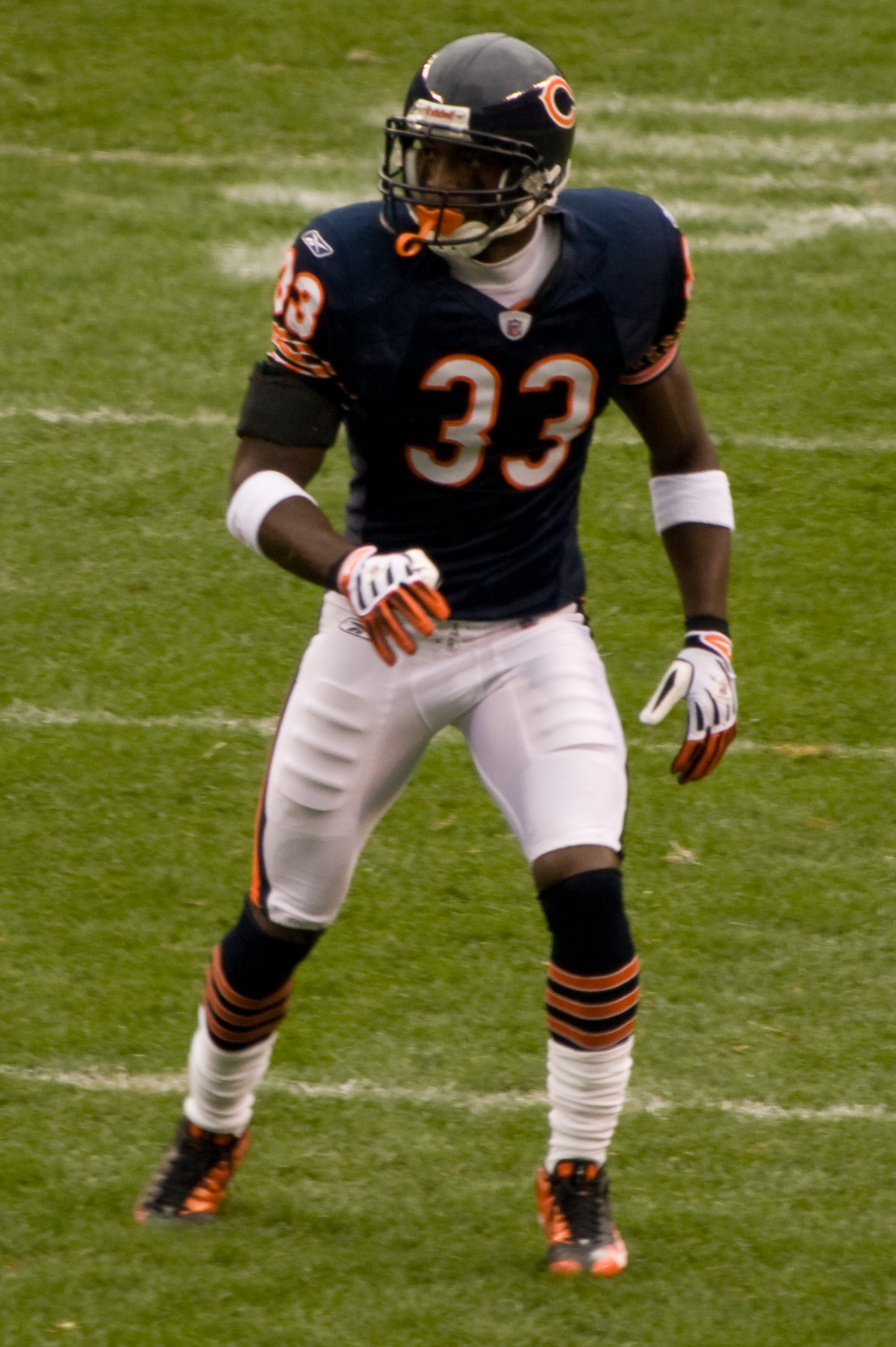
Charles Tillman.